# Amstel Gold Race 2005
L'Amstel Gold Race 2005 fou la 40a edició d'aquesta cursa ciclista que cada primavera es corre per les carreteres dels neerlandesos. Aquesta edició es va córrer el diumenge 17 d'abril de 2005, entre les ciutats de Maastricht i Valkenburg, formant part de l'UCI ProTour 2005.
El vencedor, a l'esprint, fou l'italià Danilo Di Luca, de l'equip Liquigas-Bianchi, seguit pel neerlandès Michael Boogerd i el també italià Mirko Celestino.

## Classificació general
|    | Ciclista                       | Equip                   | Temps      |
| -- | ------------------------------ | ----------------------- | ---------- |
| 1  | Danilo Di Luca                 | Liquigas-Bianchi        | 6h 21' 07" |
| 2  | Michael Boogerd                | Rabobank                | m. t.      |
| 3  | Mirko Celestino                | Domina Vacanze-De Nardi | m. t.      |
| 4  | Davide Rebellin                | Gerolsteiner            | m. t.      |
| 5  | Miguel Ángel Martín Perdiguero | Phonak                  | m. t.      |
| 6  | Patrik Sinkewitz               | Quick Step              | m. t.      |
| 7  | Björn Leukemans                | Davitamon-Lotto         | m. t.      |
| 8  | David Etxebarría               | Liberty Seguros-Würth   | m. t.      |
| 9  | Jérôme Pineau                  | Bouygues Télécom        | m. t.      |
| 10 | Óscar Freire                   | Rabobank                | m. t.      |